# Polygon Pictures
Polygon Pictures, Inc. (株式会社ポリゴン・ピクチュアズ, Kabushiki kaisha Porigon Pikuchuazu) est un studio de films et séries d'animation en images de synthèse japonais fondé le 22 juillet 1983.
En 2004, Polygon Pictures collabore avec le studio Production I.G pour les scènes en image de synthèse du film Innocence réalisé par Mamoru Oshii, ainsi que celle du film The Sky Crawlers du même réalisateur.
En 2012, Polygon Pictures réalise l'animation de la série télévisée Transformers: Prime, qui reçoit le Prix du Meilleur programme spécial d'animation du Daytime Emmy Awards.
Polygon Pictures a également créé l'animation de la série Disney XD Tron: Uprising, ainsi que plusieurs épisodes de la série Star Wars: The Clone Wars, diffusée sur Cartoon Network.

## Filmographie

### Films
- Ultraman Cosmos 2: The Blue Planet (2002)
- Ape Escape The Movie: Battle for the Golden Pipo Helmet (2002)
- Mini Moni ja Movie: Okashi na Daibōken! (2002)
- Ultraman Cosmos vs. Ultraman Justice: The Final Battle (en) (2003)
- Ghost in the Shell 2: Innocence (2004, animation pour Production I.G; produit par Studio Ghibli)
- Vaillant, pigeon de combat ! (2005; character modeling)
- Cendrillon et le Prince (pas trop) charmant (2007; hair setups)
- The Sky Crawlers (2008, 3DCG pour Production I.G)
- Oblivion Island: Haruka and the Magic Mirror (en) (2009)
- Higanjima, l'île des vampires (2010)
- Kiiroi Zou (en) (2013)
- Beast Hunters: Predacons Rising (2013)
- Knights of Sidonia: The Movie (2015)
- Ajin Part 1: Shōdō (2015)
- Ajin Part 2: Shōtotsu (2016)
- Ajin Part 3: Shōgeki (2016)
- Blame! (2017)
- Godzilla: Planet of the Monsters (2017)
- Godzilla: City on the Edge of Battle (2018)
- Godzilla: The Planet Eater (2018)
- Human Lost (2019)

### Séries télévisées
- Music Fantasy Dream (1992; "Golliwog's Cakewalk" and "Air on the G String")
- Minna no uta (1999/2004; "Walking!" and "Hello Again, JoJo")
- Mr.Digital Tokoro (2000–2001)
- Peek-a-Boo! (2001–2014; animated sequences)
- Genki Genki Nontan (2002–2006)
- Random! Cartoons (2006; "BoneHeads")
- Mes amis Tigrou et Winnie (2007–2010)
- Star Wars: The Clone Wars[2] (2008–2020)
- Transformers: Prime[3] (2010–2013)
- Tron : La Révolte (2012–2013)[1]
- Knights of Sidonia (2014–present)[4]
- Ronya, fille de brigand[3] (2014–2015, co-produit par le Studio Ghibli)
- Disney's Tsum Tsum (2014)
- Transformers Robots in Disguise : Mission secrète (2015–2017)
- Ajin  (2016)
- Lost in Oz (TV series) (en) (2016–2018)
- Pingu in the City (en) (2017–2019, avec le studio d'animation Dandelion)
- Ken: Fist of the Blue Sky (2018)
- Star Wars Resistance (2018–2020)[2]
- Baymax et les Nouveaux Héros (2019; courts-métrages "Baymax et Mochi")
- Drifting Dragons (2020)
- Transformers : La Trilogie de la guerre pour Cybertron (2020, co-produit par Allspark Animation et Rooster Teeth)
- Pacific Rim: The Black (2021)
- Kaina of the Great Snow Sea (2023)[5]

### OVAs
- Video Pioneer (1984–1987)
- Ajin (2016–2017)

### ONAs
- Levius (2019)
- Pacific Rim (2020)[6]

### Parc d'attractions et spectacles
- Dark Chapel Tokyo Joypolis amusement park (2004)
- EXPO 2005 AICHI, JAPAN: Open Your Mind (2005)
- GALAXY EXPRESS 999 Epson Shinagawa Aqua Stadium (2005)
- DigitaReal Live Stage Tokyo Joypolis amusement park (2012 Projection Mapping)
- Caretta Illumination 2012"Lumière no Mori (Forest of Light)" Caretta Shiodome (2012 Projection Mapping)

### Jeux
- Super Power League (1993; box art)
- Super Power League 2 (1994; box art)
- Onimusha 2 (2002 Capcom video game)
- Winning Eleven Tactics (2003 Konami video game; opening video animation)
- Project Zero 3: The Tormented (2005)
- Dead or Alive 4 (2006) (ending cinematics of the Hayate and Erena)
- Dead or Alive Xtreme 2 (2006) (character introduction videos)
- Fighting Action Girl Cortina(2006)
- KOF: Maximum Impact 2 (2006)
- Street Fighter IV (2009 Capcom video game; opening video animation)
- Monster Farm Lagoon (2009)
- Resident Evil 5 (2009)
- Metroid: Other M (2010 Nintendo video game)
- Marvel vs. Capcom 3: Fate of Two Worlds (2010; trailer)
- Street Fighter X Tekken (2012 Capcom video game; opening video animation)
- Dino Dominion (2012-2014 COLOPL Android application game)
- Lollipop Chainsaw (2012 Kadokawa Games)
- Sacred 3 (2014 Deep Silver)
- Sengoku Kabuki Do (2013-2014 COLOPL Android application game)
- Thief (2014 Square Enix & Eidos-Montréal)
- Street Fighter V (2016 Capcom video game; character designs, background designs, opening movie, trailer movie, promotional video and character illustrations)
- Onmyoji (2018 NetEase video game; animated promotional video)
- Pokémon Let's Go, Pikachu et Let's Go, Évoli (2018)
- Pokémon Épée et Bouclier (2019)
- Granblue Fantasy: Relink (en) (TBA)

### Web
- Nissan X Dwarf: PLUG, OUR NeW WORLD  (2011 "The Planet Zero" Movie Theater)

### Courts-métrages
- In Search of New Axis (1989)
- In Search of Muscular Axis (1990)
- In Search of Performing Axis (1991)
- Michael the Dinosaur (1993)
- Virtual Circus (1995)
- The Electric Circus (1996)
- The Robot Circus (1996)
- the FLY BanD! (1998) (for Information-technology Promotion Agency and exa)
- Aerobot (1998)
- Pole Network (1998)
- Junk Food King (1998)
- Polygon Family (1998) (for Information-technology Promotion Agency)
- Crocotires (1999) (for Information-technology Promotion Agency)

### Publicités
- Sony (1990)
- Mainichi Broadcasting System (1992)
- NHK Hi-Vision (1992)
- Bigrill (1994)
- HG Super Hard (6 publicités; 1995–1997)
- Yamato Home Convenience (2 publicités; 2005)
- WOWOW (2007)
- BS Fuji (2008)
- Kōdansha (2016)